# Shamshu Mons
Lo Shamshu Mons è una struttura geologica della superficie di Io.